# Le Chanteur de Séville
Pour plus de détails, voir Fiche technique et Distribution.
Le Chanteur de Séville est un film français réalisé par Yvan Noé et Ramón Novarro, sorti en 1931.

## Fiche technique
- Titre : Le Chanteur de Séville
- Réalisation : Yvan Noé et Ramón Novarro
- Scénario : Dorothy Farnum, Anne Mauclair et Yvan Noé
- Dialogues : Yvan Noé
- Photographie : Merritt B. Gerstad
- Montage : Tom Held
- Musique : René Nazelles et Herbert Stothart
- Société de production : MGM
- Format : Noir et blanc - 1,20:1 - Son mono
- Pays d'origine :  France
- Durée : 105 minutes
- Date de sortie : France - 21 février 1931

## Distribution
- Ramón Novarro : Juan de Dios
- Suzy Vernon : Maria Consuela
- Pierrette Caillol : Lola
- Georges Mauloy : Esteban
- Mathilde Comont : La Ruinbarita
- Marcel de la Brosse : Enrique Vargas
- Leo White
- Carrie Daumery
- Ramón Guerrero